# São Mamede de Este
São Mamede de Este era una freguesia portuguesa del municipio de Braga, distrito de Braga.

## Historia
Fue suprimida el 28 de enero de 2013, en aplicación de una resolución de la Asamblea de la República portuguesa promulgada el 16 de enero de 2013 al unirse con la freguesia de São Pedro de Este, formando la nueva freguesia de Este (São Pedro e São Mamede).